# جائزة النمسا الكبرى للدراجات النارية 2019
جائزة النمسا الكبرى للدراجات النارية 2019 هو سباق دراجات نارية أقيم بتاريخ 11 أغسطس 2019 في ريد بول رينغ، ستيفن سبيلبرغ، شتايرمارك، النمسا. كان الجولة الحادية عشر من أصل 19 في سباق الجائزة الكبرى للدراجات النارية موسم 2019. فاز أندريا دوفيزيوسو بفئة الموتو جي بي بينما جاء مارك ماركيث في المركز الثاني وحصل على المركز الثالث فابيو كوارتارارو. فاز بفئة الموتو 2 براد بيندر بينما فاز بفئة الموتو 3 الإيطالي رومانو فينتي.